# Rob Bargad

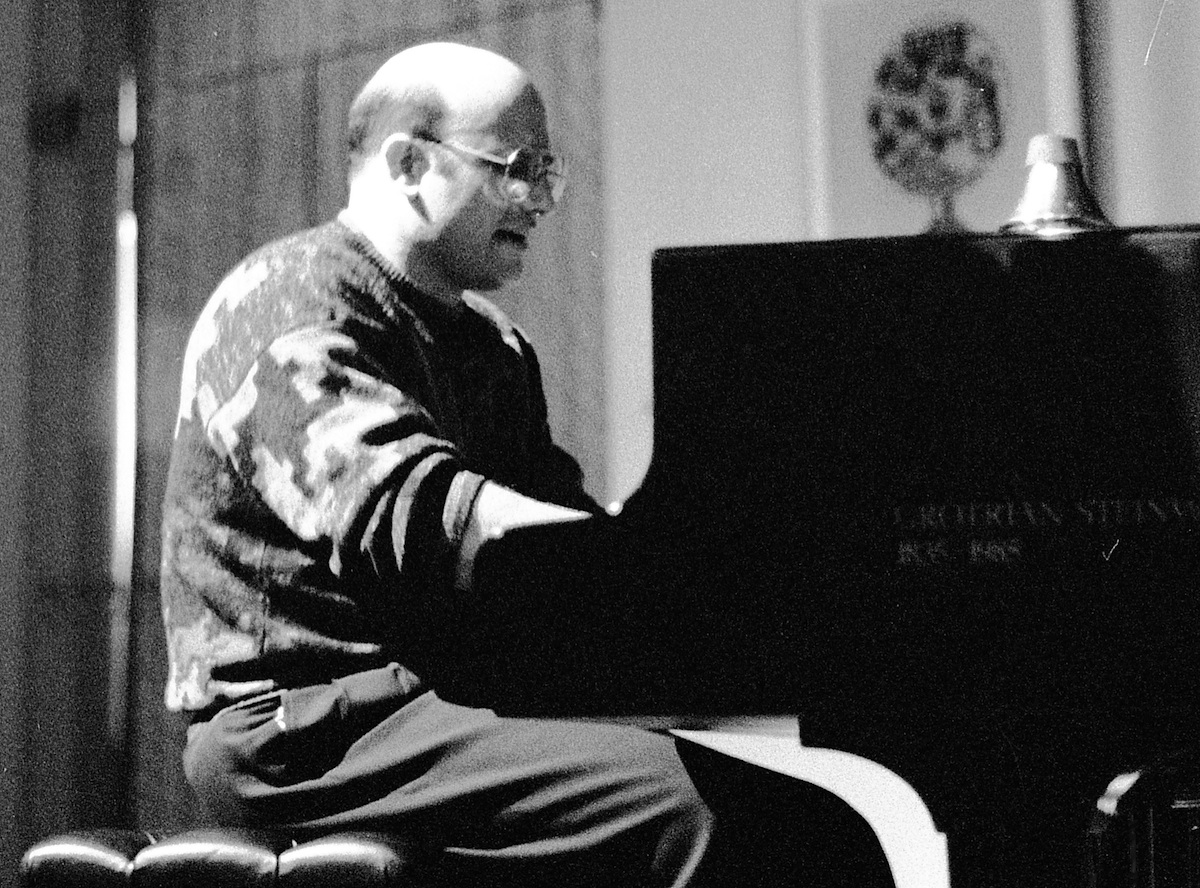
Rob Bargad (Braunschweig, 1993)

Robert Carl Bargad (* 7. September 1962 in Boston) ist ein US-amerikanischer Jazzmusiker (Piano, Orgel, Arrangement), der sich auch als Musikproduzent, Pädagoge und Songwriter betätigte.

## Leben und Wirken
Bargad studierte Piano bei Kenny Barron an der Rutgers University. 1984 zog er nach New York City, wo er mit einem eigenen Quartett arbeitete. Außerdem war er als Begleitmusiker für Sänger wie Little Jimmy Scott und Dakota Staton tätig. 1987 wurde er Mitglied im Lionel Hampton Orchestra, mit dem er in den Vereinigten Staaten, Europa und Japan tourte. Mit ihm entstanden 1988 erste Aufnahmen (Cookin’ in the Kitchen). Ab 1991 gehörte er zum Quintett von Nat Adderley, in dem er acht Jahre blieb und an zahlreiche Tourneen teilnahm. Zu hören ist er u. a. auf den Adderley-Alben Work Song, Autumn Leaves, Talkin’ About You und Live at the 1994 Floating Jazz Festival. Daneben trat er mit den Bassisten Tony Scheer bzw. Ben Wolfe in New Yorker Jazzclubs auf.
Im Laufe seiner Karriere spielte Bargad u. a. auch mit den Harper Brothers, Jimmy Cobb, Gloria Lynne (No Detour Ahead, 1993), Jeannie Bryson, Roy Hargrove, LaVerne Butler, Walter Booker, Bud Shank, Curtis Fuller, Keiji Matsushima, Yoichi Kobayashi, Deborah Brown, Scotty Wright und mit dem Singer-Songwriter Justin Tracy. Bargad schrieb ferner Songs für Dena DeRose („Another World“) und für den Independent-Film Four Corners of Nowhere (1996, Regie: Steve Chbosky).
Bargad legte eine Reihe von Alben unter eigenem Namen vor, darunter mehrere mit seinen Keyboard-Bandprojekten Johnson 3! Ohrgeldrio und FLOZELL. Sein neuestes Projekt ist REUNION 7tet, mit Jerry Weldon, Dave Schumacher, Joe Magnarelli, Daniel Sadownick, Jason Brown und Mike Karn. Seit 2004 lebt er in Europa. Nach Stationen in Regensburg, wo er Jazzpiano unterrichtete, Wien und Krumpendorf, lebt er seit 2015 mit seiner Familie in Klagenfurt. Als Hochschullehrer unterrichtet er Jazzpiano und Ensemblespiel am Kärntner Landeskonservatorium. Im Bereich des Jazz war er zwischen 1988 und 2013 an 33 Aufnahmesessions beteiligt.

## Diskographische Hinweise
- Better Times (Criss Cross, 1994), mit Eddie Henderson, Tom Williams, Steve Wilson, Donald Harrison, Peter Washington, Billy Drummond
- The Shadow of Your Smile (Alfa Jazz, 1996)
- Steal the Moon (Sunnyside, 2000), mit Carolyn Leonhart
- Rob Bargad Piano Trio (2005), mit Matthias Pichler, Klemens Marktl
- Mom’s Good Wishes (CSM, 2007)
- What About Love? (2009), mit Michael Erian, Klemens Marktl
- Live at Jazzspot J (Barnette, 2010)
- The Magic Nut (Barnette, 2011), mit Johnson 3!
- The Right Thing (Barnette, 2011), mit Ohrgeldrio
- Truth (Barnette, 2015), mit FLOZELL
- Reunion 7Tet: A Field of You (Barnette, 2018, mit Joe Magnarelli, Dave Schumacher, Jerry Weldon, Mike Karn, Jason Brown, Daniel Sadownick)